# Jordan Ferri
Jordan Ferri (født 12. marts 1992 i Cavaillon, Frankrig) er en fransk fodboldspiller, der spiller som midtbanespiller for Olympique Lyon.

## Klubkarriere

### Olympique Lyonnais
Ferri skiftede til Lyon i 2007. Han blev rykket op til senior truppen i 2011, dog er han stadig tilgængelig for klubbens reserve hold.
Ferris debut faldt den 8. november 2012 i en Europa League kamp imod Athletic Bilbao, hvor han som indskifter erstattede holdkammeraten Alexandre Lacazette i 82' minut.
Ferri fik sin liga debut den 12. december 2012 imod AS Nancy, hvor hen erstattede en skadet Anthony Réveillère i 30' minut.

## Landshold
Ferri spiller (pr. januar 2014) for Frankrigs U21 landshold. Han har derudover også i 2013 spillet tre kampe for U20 landsholdet.